# دراغون بول زد: ولادة جديدة للاندماج!! غوكو وبيجيتا
دراغون بول زد: ولادة جديدة للاندماج!! غوكو وبيجيتا باليابانيةラゴンボールZ 復活のフュージョン!!悟空とベジータو يسمى ب الانكليزية Dragon Ball Z: Fusion Reborn هو الفيلم الثاني عشر من سلسلة أفلام دراغون بول زد. النسخة الاصلية منه اصدرت باليابان في الرابع من آذار عام 1995م من قبل توي انيمي فير. ودبلج للانكليزية من قبل فانيميشن في عام 2006م.

## قائمة الشخصيات
- سون غوكو
- سون غوهان
- جانيمبا (العدو)
- غوتين
- فيجيتا
- ترانكس
- غوغيتا (اتحاد كل من غوكو وفيجيتا)
- بيكوهان
- ساتان
- فيدل
- تشي تشي
- بولما
- شينرون
- كايو
- فريزا

## روابط خارجية
- دراغون بول زد: ولادة جديدة للاندماج!! غوكو وبيجيتا على موقع IMDb (الإنجليزية)
- دراغون بول زد: ولادة جديدة للاندماج!! غوكو وبيجيتا على موقع روتن توميتوز (الإنجليزية)
- دراغون بول زد: ولادة جديدة للاندماج!! غوكو وبيجيتا على موقع نتفليكس (الإنجليزية)
- دراغون بول زد: ولادة جديدة للاندماج!! غوكو وبيجيتا على موقع ألو سيني (الفرنسية)
- دراغون بول زد: ولادة جديدة للاندماج!! غوكو وبيجيتا على موقع فيلمافينيتي (الإسبانية)
- دراغون بول زد: ولادة جديدة للاندماج!! غوكو وبيجيتا على موقع قاعدة بيانات الفيلم (الإنجليزية)
- دراغون بول زد: ولادة جديدة للاندماج!! غوكو وبيجيتا على موقع ليتربوكسد (الإنجليزية)
- دراغون بول زد: ولادة جديدة للاندماج!! غوكو وبيجيتا على موقع كينوبويسك (الروسية)
- دراغون بول زد: ولادة جديدة للاندماج!! غوكو وبيجيتا على موقع ANN anime (الإنجليزية)